# Gyömbérvirágúak
A gyömbérvirágúak (Zingiberales) az egyszikűek osztályának (Liliopsida) egyik rendje. Az APG II rendszerben az egyszikűeken belül a commelinids kládba tartozik. Monofiletikus jellegét a molekuláris biológiai és genetikai vizsgálatok egyértelműen bizonyítják, és emellett jól ismerjük a renden belüli leszármazási, kladisztikus kapcsolatokat. Morfológiai sajátosságaik közül jelentősebbek: 
- igen nagy termetű lágyszárúak (az elfásodás csak ritka esetben történik meg),
- a szárnyas erezetű levélnyélre és levéllemezre tagolódik (a nyél olykor erőteljes, a lemez felülete igen nagy),
- zigomorf virág, bár esetenként aszimmetrikus virág is kialakulhat (pl. kannafélék [Cannaceae]),
- az edényekben kovatestek találhatók,
- a rostcsőplasztiszokban keményítőtestecskék helyezkednek el,
- a virágban szirom- és csészeszerű takarólevél-rendszer van,
- a porzók száma eleinte 6, de később ezek terméketlen sztaminódiumokká alakulhatnak, és csak egy porzó marad meg, amely termékeny,
- a pollen nyílás nélküli, exinéje (külső burok) erősen redukált.

A gyömbérvirágúak mind trópusi, szubtrópusi elterjedésűek, nálunk csak dísznövényként találkozhatunk velük. A rendbe mintegy 2000 faj tartozik.